# اکرم‌آباد (میانه)
اکرم‌آباد (میانه)، روستایی از توابع بخش مرکزی شهرستان میانه در استان آذربایجان شرقی ایران است.

## جمعیت
این روستا در دهستان کله‌بوز شرقی قرار دارد و براساس سرشماری مرکز آمار ایران در سال ۱۳۸۵، جمعیت آن ۳۳۴ نفر (۵۸خانوار) بوده‌است.